# Melanie Fiona
Melanie Fiona (Toronto, 4 de julho de 1983) é uma cantora canadiana, de R&B. Filha de emigrantes da Guiana, tem ascendência indiana e portuguesa.
Em 2009 edita o seu primeiro álbum The Bridge. Foi nomeada nos Grammys na categoria "Best Female R&B Vocal Performance", com o single  "It Kills Me". Em 2010 a cantora faz turné com Alicia Keys, passando por Lisboa, em Abril.

## Discografia

### Álbuns
| Ano  | CD          | Vendas nos EUA |
| ---- | ----------- | -------------- |
| 2009 | The Bridge  | 450 000        |
| 2012 | The MF Life | 200 000        |

### Singles
- "Give It to Me Right"
- "It Kills Me"
- "Bang Bang"
- "Monday Morning"
- "Ay Yo"